# Бански минерални води
Ба̀нските минера̀лни водѝ извират от два минерални извора и един сондажен кладенец в южния край на Разложкия хидротермален басейн. Разположени са югозападно от град Банско, на около 1050 метра надморска висоина, в местността Мъртва поляна. Формирането на Банските минерални води е свързано с окарстените мрамори в Северен Пирин.
Общият дебит на Банските минерални води е около 60 литра в секунда, а температурата им е около 17 C. В химическо отношение водата е хидрокарбонатна, силициево-магнезиева и е слабо минерализирана.